# Гао Синцзянь
Га́о Синцзя́нь (кит. 高行健, пиньинь Gāo Xíngjiàn, káu ɕĭŋ tɕiɛ̂n; род. 4 января 1940, Ганьсянь, Китайская Республика) — проживающий в Париже китайский прозаик, новеллист, драматург, критик, переводчик, художник. Лауреат Нобелевской премии по литературе 2000 года. Переведён более чем на 40 языков. «Произведения вселенского значения, отмеченные горечью за положение человека в современном мире».

## Биография
Гао Синцзянь родился 4 января 1940 года в уезде Ганьсянь китайской провинции Цзянси. Его отец был банковским служащим, а мать непрофессиональной актрисой. Именно своей матери он обязан ранним зарождением интереса к театру и литературе.
В школе он увлекается западной переводной литературой и историей искусств. С переездом в 1950 году семьи в Нанкин он поступает в среднюю школу при университете Нанкина. В 1962 году Гао Синцзянь заканчивает институт иностранных языков Пекина дипломированным специалистом отделения французского языка. Он зачитывается Натали Саррот, переводит на китайский язык таких писателей как Эжен Ионеско, Жак Превер, Анри Мишо, открывая своим соотечественникам возможность знакомства с эстетикой современной западной литературы.
Во время «Культурной революции» он был сослан на шесть лет принудительных работ в сельскую местность. Он работал в деревне учителем китайского языка в средней школе. Из-за постоянной угрозы репрессий ему пришлось сжечь чемодан со всеми своими рукописями неопубликованных эссе, пьес, новелл. С 1975 ему выдаётся разрешение на жительство в Пекине. Там он устраивается на работу в журнал «Строительство в Китае» и возглавляет отдел переводов. С 1977 года он работает в комитете внешних сношений ассоциации писателей Китая, но до 1979 года он не может ни выехать за границу, ни публиковаться.
С изменением обстановки в 1980 начинают выходить его новеллы, эссе, пьесы. У Гао Синцзяня появляется возможность путешествовать, он впервые посещает Италию и Францию. В период с 1980 по 1987 год на сцене Пекинского народного театра с успехом проходят несколько его пьес. В частности, сатирическая пьеса нравов современного пекинского общества «Автобусная остановка» (1983) или «Сигнал тревоги» (1982). Но цензура не долго терпела такую свободу выражения, и уже в 1986 году его пьеса «Другой берег» запрещена к постановке. Желание свободно творить заставляет писателя эмигрировать, и в 1988 году он просит политического убежища во Франции. События на площади Тяньаньмэнь глубоко ранят писателя, и в 1989 году он выходит из Коммунистической партии Китая.
Сегодня его произведения известны во всём мире. Его пьесы ставят в Америке, Австралии, Франции, Швеции, всего более чем в 150 странах мира. Но пока не в России.

## Творчество
С 1960 по 1970 год результатом его тяги к самовыражению в искусстве стало написание нескольких сот произведений в прозе, пьес и поэм. Но писатель знал, что никогда не сможет их опубликовать. Хранить их было также опасно, а потому он решил сжечь все произведения. В период с 1980 по 1989 Гао Синцзянь публиковал в китайских журналах рассказы, эссе и пьесы. Написал 4 книги: «Первые размышления о современной литературе» (1981), «Голубь по имени Красный Клюв» (1985), сборник пьес (1985) и «В поисках новых форм драматического искусства» (1987). Некоторые его экспериментальные пьесы, написанные под влиянием творчества Брехта и Беккета, были популярны в театрах Пекина.
Как драматург Гао дебютировал пьесой «Сигнал тревоги» (1982). Она связана с психологическим конфликтом протагониста, который должен выбрать между моральной нормой, не позволяющей воровать, и кражей, которую он должен совершить, так как оказался под давлением бандитов. Несмотря на свою поучительность, пьеса была задумана как театральный эксперимент. Пьеса была поставлена в маленьком театре без декораций. Декорацию заменяли характерными жестами.
В 1983 году написал пьесу «Автобусная остановка», которую запретили в Китае во время «интеллектуальной чистки». Пьесу критиковали за отхождения от «социалистического реализма». Пьесу назвали политически двузначной, без конкретных героев и подтверждения политического курса. В пьесе действуют 9 героев, которые представляют архетипы разных элементов китайского общества: старик, мать, молодая девушка, мастер по дереву, менеджер Ма, Очки, Слабый Молодой Человек и Молчаливый Человек. Все персонажи верят в счастливое будущее, которое будет возможно, только когда они поедут в город. Но автобус, на котором они хотят уехать, все время проезжает остановку, не останавливаясь. В конце пьесы они преодолевают разногласия и идут пешком в город. Автор говорил также о музыкальном сопровождении сюжета. Актёры, по совету автора, должны были играть как нереальные персонажи. Гао Синцзянь ещё раз обращается к традиционному китайскому театру. Критики приравняли эту пьесу к пьесе Сэмюеля Беккета «В ожидании Годо».
Пьеса «Дикий человек» (1985) также дала повод для полемики в Китае и привлекла внимание других стран к его творчеству. Она представляет ещё одно направление в драматургии Гао Синцзяня. Помимо интереса к экзистенциалистским вопросам, в пьесе также отображены культурные и исторические моменты. Пьеса исследует современность и прогресс со стороны экологии, противопоставляя современное общество первичной гармонии с природой, представленной старинными обычаями. Поиск дикого человека и разработка девственных лесов приводит современность к катастрофе. Снова Гао соединяет диалог, танец и ритм.
В пьесе «Другой берег» автор исследует конфликт между индивидуальным и коллективным. Пьеса была настолько философской, антисоциальной и абстрактной, что её сразу запретили в Китае.
После публикации в эмиграции политического произведения «Беглецы» о событиях на площади Тяньаньмэнь стал persona non grata в Китае.
С 1982 начинает работать над своим наиболее известным романом «Чудотворные горы». В этом романе, который частично является его собственными воспоминаниями, главный герой, проходя сквозь время и пространство китайской глубинки, пускается в путешествие в поисках корней и внутреннего спокойствия и свободы. Этот роман — это попытка убежать от официальной культуры и возвратиться к народной культуре, мифам и природе. Повествование ведётся то от первого, то от второго лица. Это попытка показать поиск самого себя.
Другой роман «One Man’s Bible» (1998) исследует разрушительный эффект Культурной революции и её вторжение в личное пространство. Использование воспоминаний тела и темы приватности — это приёмы для анализа коллективной жестокости.
Произведения Гао Синцзяня стали способом отображения истории, которую затмила Культурная революция или даже общий упадок природы, отображённый в ржавеющем покрытии крыш.
Кроме того, он рисует тушью и выставлял произведения на более чем тридцати выставках. Некоторые из них стали обложками его книг.

### Переводы на русский язык
- Осенние цветы. Рассказ. Перевод с китайского З. Абдрахмановой // Молодая гвардия, 1990, № 1, с. 45-59.
- Автобусная остановка. Пьеса. Перевод с китайского А. В. Лукина // Российское китаеведение • № 1(2) / 2023, с. 204—240[2].